# Паппенгайм
Паппенгайм (нім. Pappenheim) — місто в Німеччині, розташоване в землі Баварія. Підпорядковується адміністративному округу Середня Франконія. Входить до складу району Вайсенбург-Гунценгаузен.
Площа — 64,32 км2. Населення становить 3924 ос. (станом на 31 грудня 2020).